# Vega Strike
Vega Strike (kurz VS) ist ein freies Computerspiel für Windows, macOS und Linux. Die Weltraum-Simulation wird seit 2005 unter der GNU General Public License (GPL) quelloffen entwickelt.

## Spielwelt
Das Universum von Vega Strike umfasst mehr als 5000 Sonnensysteme, aufgeteilt in fast 60 Sektoren. Die Spielwelt ist damit weitaus größer als bei den meisten kommerziellen Weltraum-Flugsimulatoren. Die Systeme sind durch Wurmlöcher miteinander verbunden. Innerhalb der Systeme wird die Bewegung und Eigenrotation der Planeten, Monde und Raumstationen simuliert. Von den Sonnensystemen ist nur eine kleine Anzahl, wie zum Beispiel das Startsystem oder Sol (das Sonnensystem der Erde) fest definiert. Alle restlichen Systeme werden per Zufall erstellt, wenn der Spieler sie erstmals besucht. Dadurch ist das Spielerlebnis für jede Person unterschiedlich. Die Systeme sind zudem dynamisch, Raumstationen können bei den Kämpfen zwischen den einzelnen Fraktionen zerstört werden, sie werden danach zum Teil wiederaufgebaut.

## Spielprinzip
Vega Strike folgt dem gleichen Spielprinzip wie zum Beispiel die klassischen Weltraum-Flugsimulationen Elite und Wing Commander: Privateer. Hauptziel des Spieles ist, Geld zu verdienen, um sein Raumschiff aufzurüsten und bessere Schiffe zu kaufen. Hierzu stehen dem Spieler eine Reihe von Möglichkeiten offen, zum Beispiel Warenhandel, die Durchführung von Missionen oder auch Piraterie. Für den Warenhandel steht eine große Anzahl von Gütern zur Verfügung. Diese teilen sich in diverse Kategorien und Unterkategorien. Die Gewinnspannen in der jeweils letzten Kategorie sind zwar immer gleich, aber da dem Spieler hier jeweils verschieden teure Waren zur Verfügung stehen, kann er den ihm zur Verfügung stehenden Laderaum effektiv ausnutzen.
Missionen kann der Spieler auf zwei Arten annehmen, über einen zentralen Missionscomputer oder über Auftraggeber (engl. fixer), die er in Bars trifft. Letztere bieten lukrativere, aber auch gefährlichere Aufträge an. Die Missionen umfassen die für diese Art von Spiel üblichen Aufträge wie Warentransporte, Eskorten, Kampfeinsätze und Kopfgeldjagden, aber auch zum Beispiel Rettungsmissionen. In der momentan verfügbaren Version von Vega Strike ist als zweites Spielziel bereits eine Kampagne vorhanden, die, ähnlich wie in Privateer, die Erfüllung einer Reihe von Missionen beinhaltet. Diese Kampagne wurde jedoch noch nicht fertiggestellt.

### Raumschiffe
Vega Strike umfasst eine große Anzahl unterschiedlicher Raumschiffe. Dabei kann der Spieler, im Gegensatz zu den meisten anderen Weltraum-Flugsimulatoren, jedes Raumschiff auch selbst fliegen. Durch die Möglichkeit, auch Großraumschiffe steuern zu können, eröffnet sich ein anderer Spielstil, da das Steuern dieser unbeweglichen Schiffe mehr Vorausplanung erfordert und bei Kämpfen vor allem Geschütztürme eingesetzt werden, die automatisch zielen und feuern. Der Spieler kann auch Jäger in Großraumschiffen transportieren, die er dann im Kampf absetzt und gegebenenfalls selbst steuert. In der Praxis kann der Spieler die größten militärischen Raumschiffe nicht kaufen, sie sind nur durch Editieren der Spielstände verfügbar. Der Spieler kann eine Flotte aus beliebig vielen Schiffen aufbauen. Das Programm hält dabei genau fest, wo sich die einzelnen Raumschiffe des Spielers befinden.
Die Ausrüstung, die der Spieler für seine Raumschiffe kaufen kann, ist ebenfalls sehr vielfältig. Geschütze, Reaktoren und Schildgeneratoren stehen aufgrund der verschiedenen Raumschifftypen in unterschiedlichen Größen zur Verfügung. Neben einfachen gelenkten und ungelenkten Raketen existieren auch Raketen mit Spezialfunktionen, Torpedos zur Bekämpfung von Großraumschiffen sowie diverse Minen. Neben der für dieses Genre typischen Zusatzausrüstung wie zum Beispiel ECM- und Reparatursysteme stehen auch Modifikationen zur Verfügung, die die Manövrierfähigkeit und Geschwindigkeit des Raumschiffes verbessern.
Um die großen Distanzen innerhalb der Sonnensysteme zu überwinden, verfügt jedes Raumschiff über einen sogenannten SPEC-Antrieb, der die Geschwindigkeit des Raumschiffs umso stärker vervielfacht, je weiter es sich von Gravitationsquellen entfernt aufhält. Durch den Autopiloten wird gleichzeitig verhindert, dass der Spieler bei Benutzung des SPEC-Antriebes mit einem Hindernis kollidiert. Alternativ kann der Spieler manuell sein Schiff im SPEC-Antrieb steuern, was jedoch fortgeschritteneren Spielern überlassen werden sollte. Um die Wurmlöcher für eine Reise zwischen den Systemen zu öffnen, muss der Spieler einen Sprungantrieb kaufen.

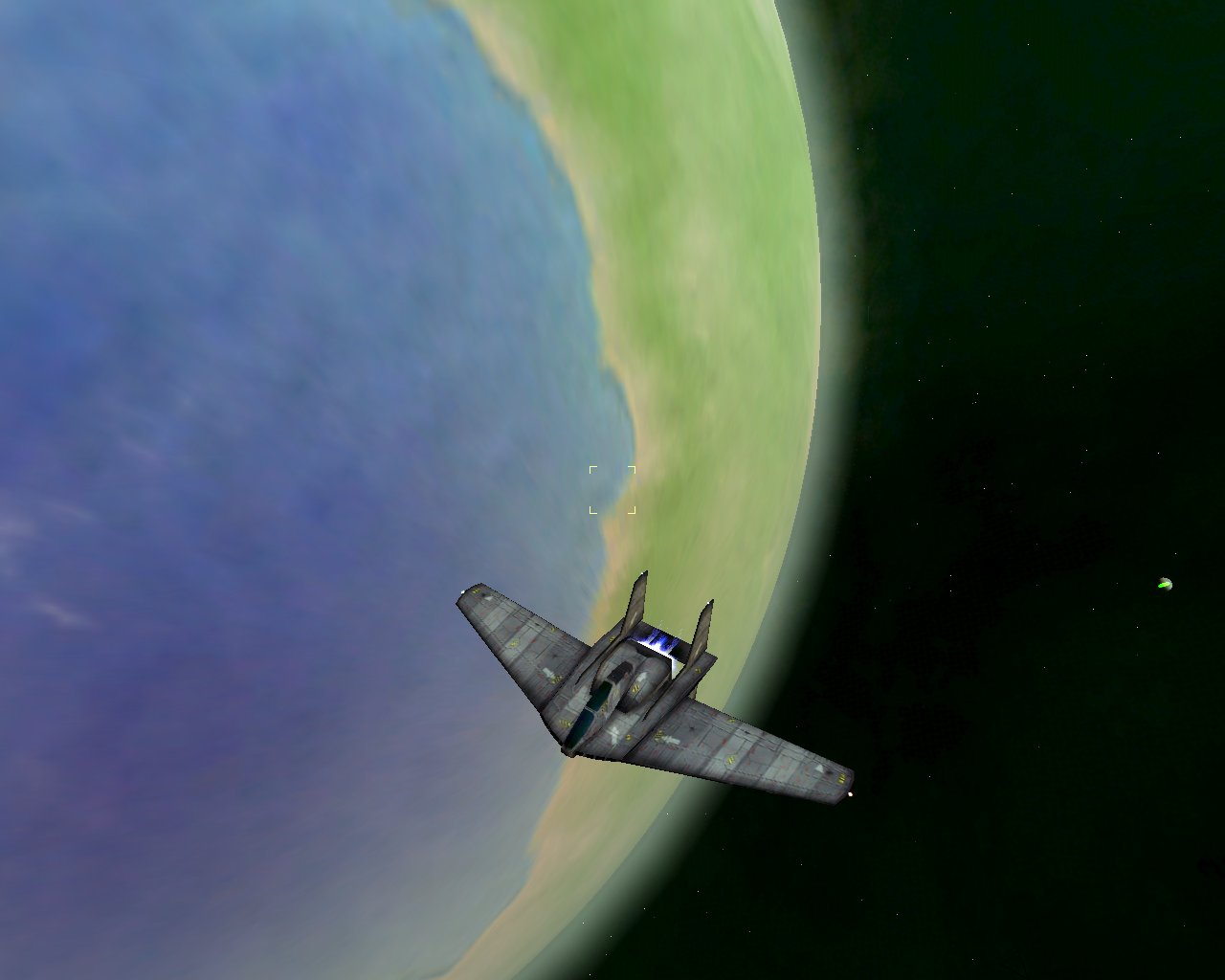
Jäger der Ancestor-Klasse vor Planet
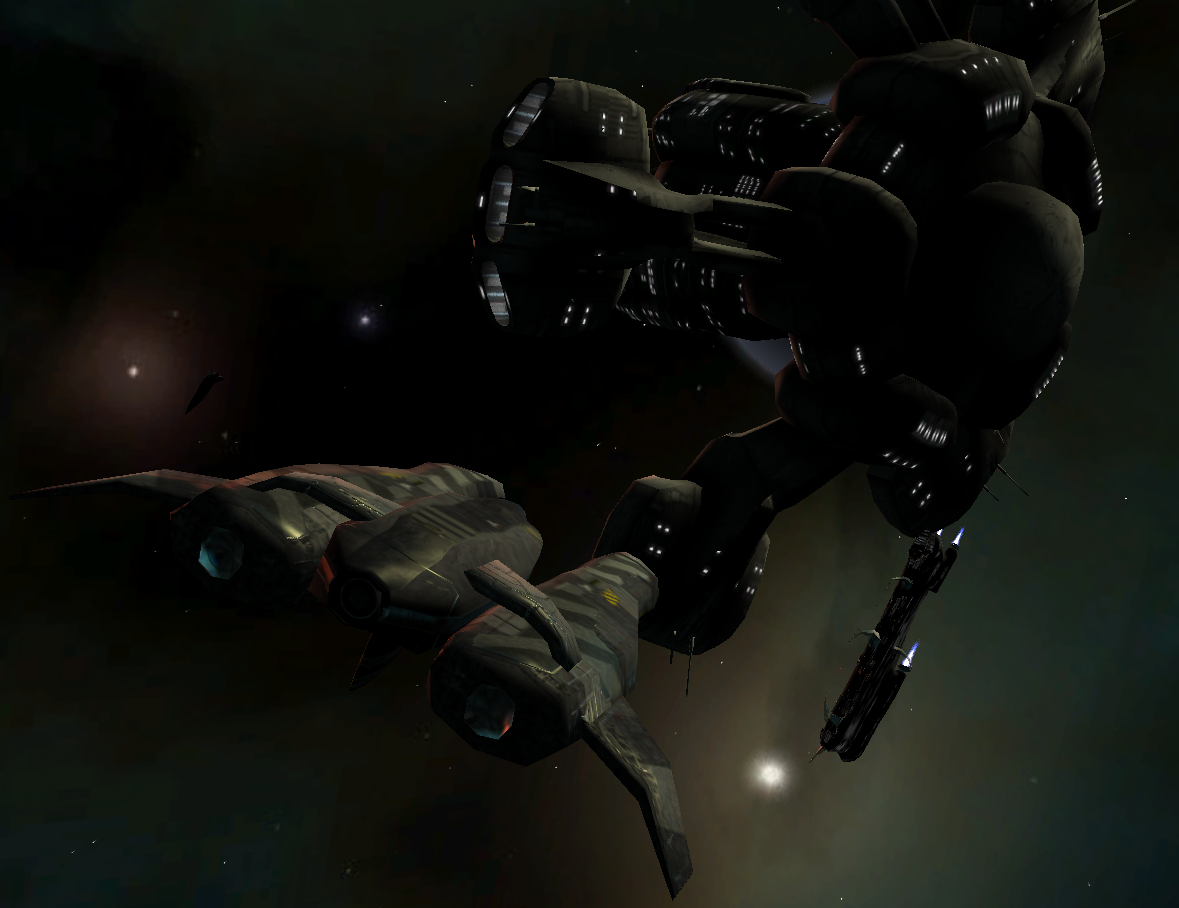
Llama-Raumschiff dockt an eine Raumstation an
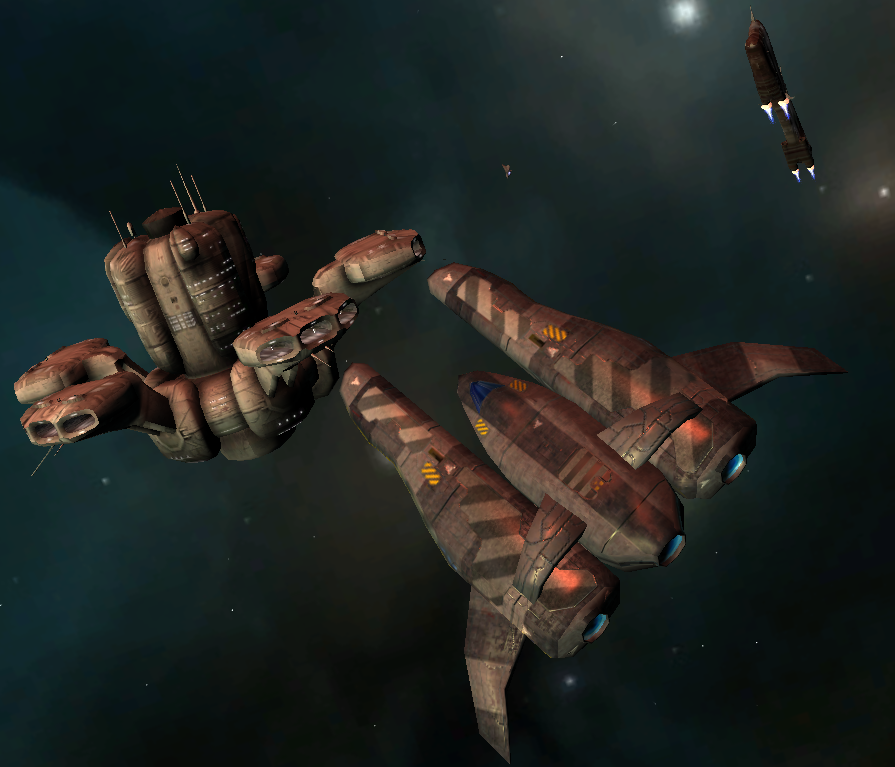
Außenhülle des Llama demonstriert Normal-Mapping-Fähigkeiten von VS
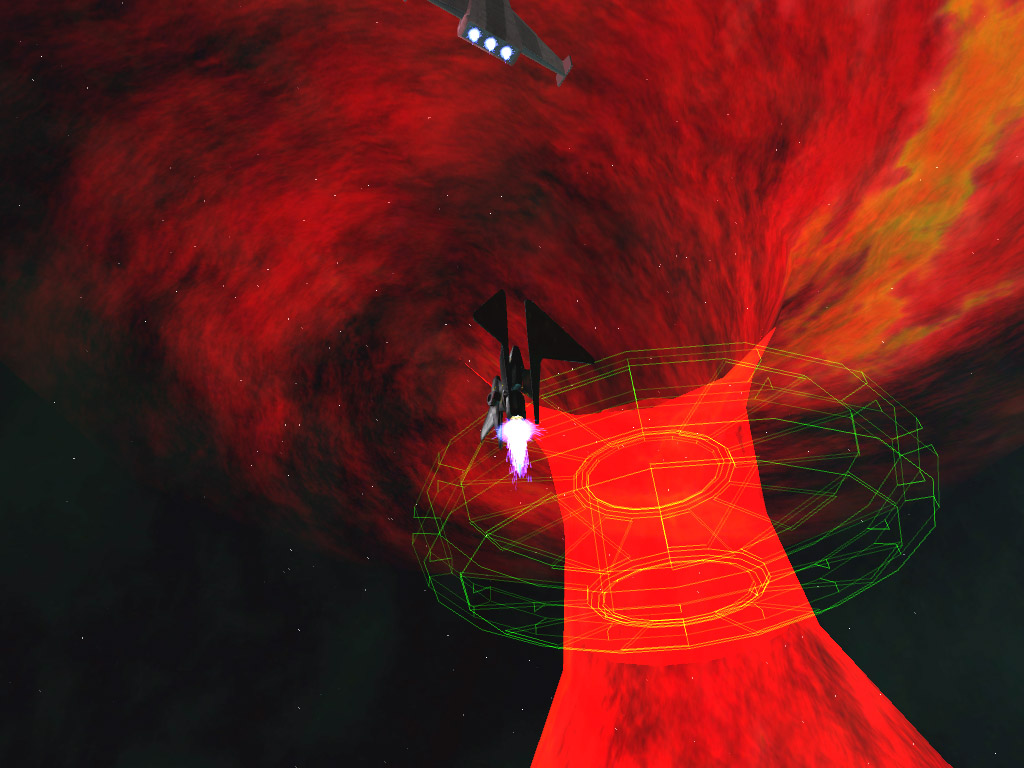
Schiffe nahe einem aktivierten Sprungpunkt

### Fraktionen
In Vega Strike existieren 39 verschiedene Fraktionen. Diese unterscheiden sich sowohl in der Spezies als auch in ihren politischen und gesellschaftlichen Ansichten. Zwischen den Fraktionen bestehen feste Beziehungen, viele von ihnen führen Krieg gegeneinander. Jedes System in Vega Strike befindet sich im Besitz einer der Fraktionen. Durch die Kriege zwischen den Fraktionen kann der Besitzer eines Systems wechseln. Das Programm simuliert die Kämpfe, die in den Systemen stattfinden, durchgehend im Hintergrund. Durch das Nachrichtensystem erfährt der Spieler vom Verlauf der diversen Konflikte. Der Spieler gehört keiner der Fraktionen an, hat aber selbst ein bestimmtes Verhältnis zu ihnen, das dynamisch ist. Es wird durch einen Zahlenwert ausgedrückt. Hierbei steht 0 für neutral, positive Werte für freundlich und negative Werte für feindlich. Je höher der Betrag des Wertes ist, desto ausgeprägter ist die Freundschaft beziehungsweise Feindschaft. Die Aktionen des Spielers beeinflussen die Einstellung der jeweiligen Fraktionen ihm gegenüber. Durch die Interaktion mit einer bestimmten Fraktion ändert sich auch gleichzeitig das Verhältnis anderer Fraktionen gegenüber dem Spieler, je nachdem, ob sie mit dieser Fraktion alliiert oder verfeindet sind.

## Entwicklung
Das Spiel ist hauptsächlich in Python beschrieben. Vega Strike wird so programmiert, dass sich Modifikationen relativ leicht erstellen lassen. Eine der populärsten Modifikationen ist die Wing-Commander-Erweiterung, die es ermöglicht, Wing-Commander-Schiffe im Wing-Commander-Universum zu fliegen. Eine weitere bekannte Modifikation ist VegaTrek, die das Star-Trek-Universum mit der Vega-Strike-Engine umsetzt.